# Octàedre hexakis
En geometria, l'octàedre hexakis és un dels tretze políedres de Catalan, té 48 cares triangulars. Les seves cares són triangles escalens amb els costats proporcionals a {\displaystyle 3{\sqrt {2}}-2,\ 3,\ 4{\sqrt {2}}-2}.
Es pot obtenir enganxant piràmides de base quadrada a cada una de les 6 cares d'un cub.

## Àrea i volum
Les fórmules per calcular l'àrea A i el volum V d'un octàedre hexakis tal que les seves arestes més curtes tenen longitud a són les següents:
{\displaystyle A={\begin{matrix}{6 \over 7}{\sqrt {783+436{\sqrt {2}}}}\end{matrix}}\ a^{2}}
{\displaystyle V={\begin{matrix}{1 \over 7}{\sqrt {3\left(2194+1513{\sqrt {2}}\right)}}\end{matrix}}\ a^{3}}

## Dualitat
El políedre dual de l'octàedre hexakis és el cuboctàedre truncat.

## Desenvolupament pla

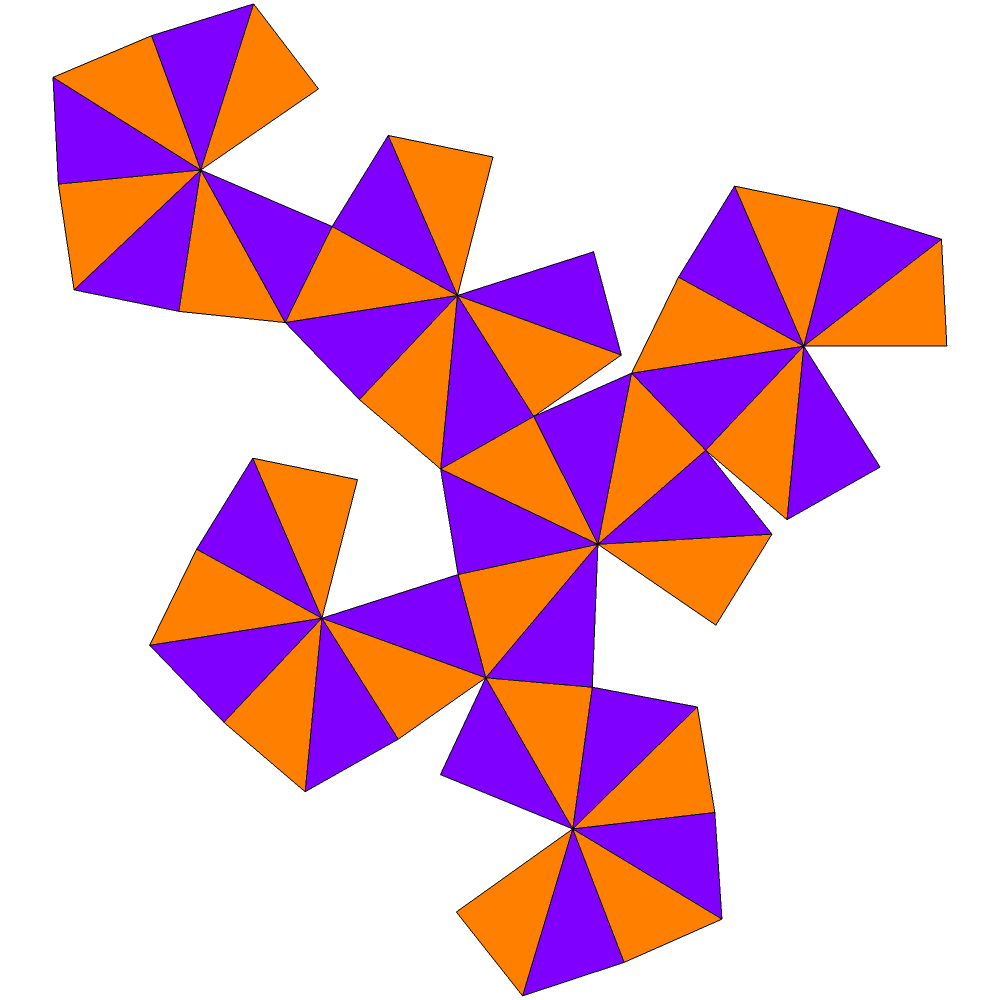
Desenvolupament pla de l'octàedre hexakis

## Simetries
El grup de simetria de l'octàedre hexakis té 48 elements; el grup de les simetries que preserven les orientacions és el grup octàedric {\displaystyle O\cong S_{4}}. Són els mateixos grups de simetria que pel cub, l'octàedre, el cub truncat i l'octàedre truncat.

## Relació amb altres políedres
Dels 24 vèrtexs de l'octàedre hexakis, en 8 hi concorren 6 cares, a 6 hi concorren 8 cares i als altres 12 hi concorren 4 cares.
Els 8 vèrtexs en què hi concorren 6 cares són vèrtexs d'un cub.
Els 6 vèrtexs en què hi concorren 8 cares són vèrtexs d'un octàedre.
Els 12 vèrtexs en què hi concorren 4 cares són vèrtexs d'un cuboctàedre